# イゴール・ボディック
イゴール・ボディック（Igor Vodik、本名：Richard Joseph Garza、1931年7月16日 - 2002年1月7日）は、アメリカ合衆国のプロレスラー。ミシガン州ディアボーン出身のポーランド系アメリカ人。
マイティ・イゴール（Mighty Igor）のリングネームでも知られ、ポーランド移民の肉体労働者をギミックとしたベビーフェイスの怪力ファイターとして活躍した。第16代AWA世界ヘビー級王者。

## 来歴
10代の頃からボディビルディングとウエイトリフティングで活躍し、ボディビルでは1954年に "Mr. Michigan" に選ばれた。デトロイトのジムで働いていた際、彼に因縁をつけてきたプロレスラーのブルート・バーナードをノックアウト、その噂を聞きつけたプロモーターのバート・ルビーにスカウトされ、プロレス界にデビューしたという。
デビュー後の1950年代後半から1960年代初頭にかけては、ルビーの主宰する地元ミシガンのウルヴァリン・レスリングやロサンゼルスのWWAなどで、ディック・ガルザ（Dick Garza）のリングネームでアスリート系のベビーフェイスとして活動。ウルヴァリン・レスリングでは1964年2月11日、因縁のバーナードからミシガン・ヘビー級王座を奪取している。
その後、ミネアポリスのAWAに参戦。バーン・ガニアの提案でポーランド移民の肉体労働者をイメージしたキャラクター、"マイティ" イゴール・ボディック（"Mighty" Igor Vodik）として活動する。1965年5月15日、ネブラスカ州オマハにてマッドドッグ・バションを破りAWA世界ヘビー級王座を獲得（詳細後述）。1週間後の5月22日にバションに奪還され短命王者で終わったものの、その名をマット界に知らしめた。以後もAWAではドン・ジャーディンを相手にネブラスカ・ヘビー級王座を争い、1967年12月9日にはボブ・オートンを下してAWA中西部ヘビー級王座にも戴冠している。1968年8月22日にはドクターXことディック "ザ・デストロイヤー" ベイヤーのAWA世界ヘビー級王座に挑戦した。
1971年7月、ジャック・ブリスコ、クリス・マルコフ、ジョージ・スティール、ビクター・リベラなどと共に、グレート・イゴール（Great Igor）の名義で日本プロレスに来日。アントニオ猪木をはじめ、大木金太郎、坂口征二、吉村道明、上田馬之助、グレート小鹿、星野勘太郎、山本小鉄らとシングルマッチで対戦した。
この日本遠征では真価を発揮できなかったものの、以降もイワン・カルミコフ（エドワード・ブルース）をマネージャーに、ポーリッシュ・ストロングマン（The Polish Strongman）のギミックで各地を転戦。車を持ち上げ、チェーンを引きちぎり、頭でブロックを叩き割るなどの怪力パフォーマンスを行う一方、玩具やポーリッシュ・ソーセージを持って入場し、それをファンに分け与えるなど、「気は優しくて力持ち」を体現したような純真でコミカルなキャラクター設定のもと、子供たちの声援を浴びた。

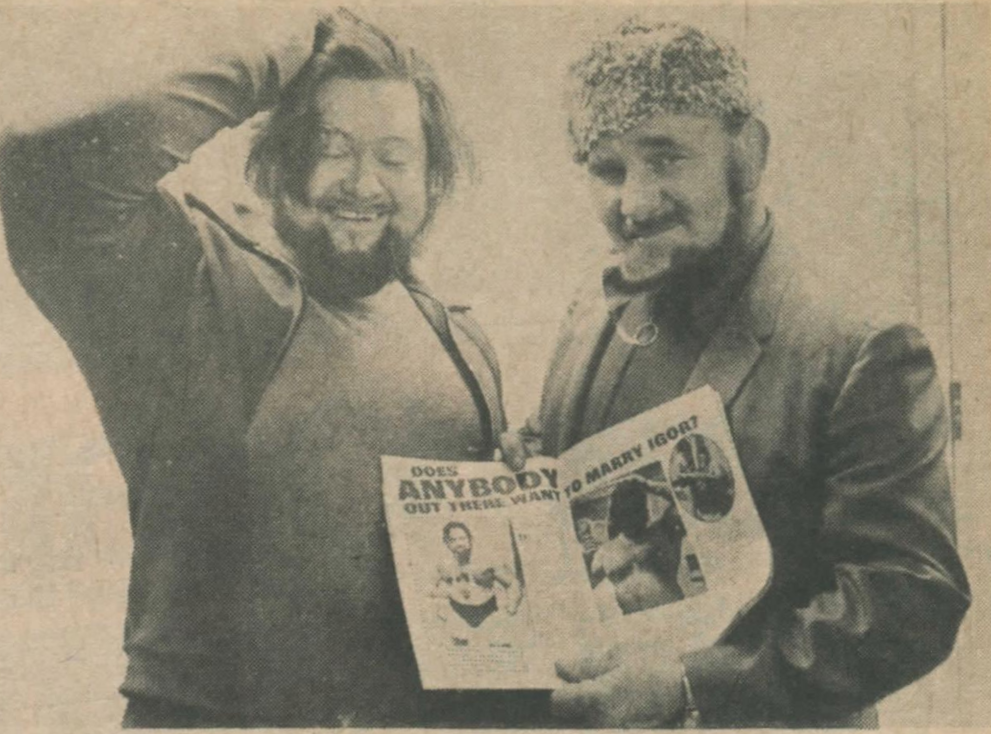
右はマネージャーのイワン・カルミコフ（1972年）

1970年代中盤は古巣デトロイトのNWAビッグタイム・レスリングにてザ・シークと流血戦を展開。ディック・ザ・ブルーザーが主宰していたインディアナポリスのWWAでは、オックス・ベーカーが保持していたWWA世界ヘビー級王座に挑戦した。ミル・マスカラスを世界王者としてアメリカ北東部で旗揚げされたIWAにも出場し、ブルドッグ・ブラワー、イワン・コロフ、エリック・ザ・レッドらと対戦した。
1977年からはジム・クロケット・ジュニアの運営するNWAミッドアトランティック地区に参戦、マスクド・スーパースターと抗争を繰り広げた。その後はデトロイトに戻り、1980年4月18日にシークからUSヘビー級王座を奪取。1981年はNWAフロリダ地区に登場、若手ヒール時代のハルク・ホーガンとも再三対戦した。
1980年代中盤からは、カルロス・コロンの主宰するプエルトリコのWWCを主戦場に活動。ブルーザー・ブロディ、アブドーラ・ザ・ブッチャー、タイガー・ジェット・シンなどの大物ヒールと対戦した（シンとの試合は、日本で発売されたカリビアン・プロレスの映像ソフトにも収録されている）。1986年11月29日にはアル・ペレスを破りWWCプエルトリカン・ヘビー級王座を獲得、これが最後のタイトル戴冠となり、翌1987年6月6日にカリーム・モハメッドに敗れるまで保持した。
2002年1月7日、デトロイトの病院にて心臓発作のため死去。70歳没。

## 得意技
- ベアハッグ
- ヘッドバット

## 獲得タイトル
ウルヴァリン・レスリング
- ミッドウエスト・ヘビー級王座：1回
- ミシガン・ヘビー級王座：4回[3]

ワールド・レスリング・アソシエーション
- WWAインターナショナルTVタッグ王座：1回（w / エリック・ロンメル）[16]

アメリカン・レスリング・アソシエーション
- AWA世界ヘビー級王座：1回[2]
  - ミネアポリスのAWA本部に王座移動の報告がされないまま、1週間後に同じオマハで奪回されたため、正式な戴冠ではないともされる[17]。
- AWA中西部ヘビー級王座：1回[6]
- ネブラスカ・ヘビー級王座：2回[5]

NWAビッグタイム・レスリング
- NWA USヘビー級王座（デトロイト版）：1回[13]
- NWA世界タッグ王座（デトロイト版）：1回（w / ハンク・ジェームス）[18]

NWAオハイオ
- NWA USタッグ王座（オハイオ / バッファロー版）：1回（w / ジョニー・パワーズ）[19]

ワールド・レスリング・カウンシル
- WWCプエルトリカン・ヘビー級王座：1回[15]